# 协和神庙
协和神庙（義大利語：Tempio della Concordia）是一座古希腊神庙，位于意大利西西里岛南海岸阿格里真托（希腊语：Akragas）的神殿之谷。它是西西里岛最大、保存最完好的多立克式神庙，也是整个古代希腊世界保存最完好的希腊神庙之一。  它位于赫拉克勒斯神庙东边一公里处。

## 描述

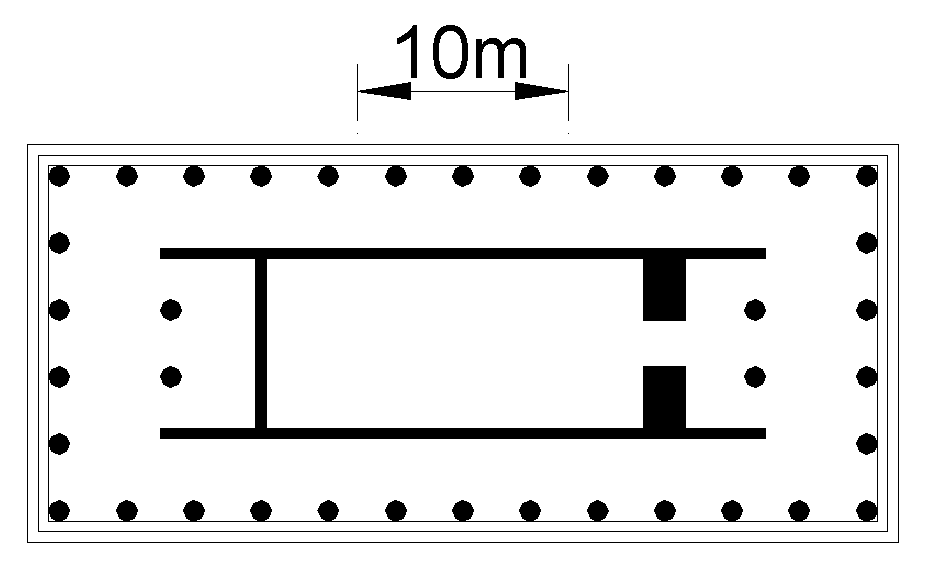
神庙的平面图

这座神庙建于公元前440-公元前430年。神庙呈经典的6 x13的柱列分布，神庙长39.42米，宽16.92米，高8.93米，神庙内殿长28.36米，宽9.4米，柱高为6米，柱子上雕刻有二十个均匀的凹槽。
它与附近的朱诺神庙一样，为了适应崎岖的地面而建在坚固的地基上。因为神庙附近发现了罗马时代的拉丁铭文（但与神庙无关），它通常以罗马和谐女神孔科耳狄亚命名。  
神庙直到4世纪-5世纪仍然在使用，随后在罗马帝国晚期对异教徒的迫害中被迫关闭。6世纪时，这座神庙被阿格里真托的主教圣格雷戈里奥德尔拉佩改建为一座基督教教堂，供奉使徒圣彼得和圣保罗，因而得以在当时破坏异教徒圣所的浪潮中幸存下来。当时的人们在柱子之间的空隙处砌上了新的墙壁，改变了它的古希腊形式。神庙内殿与后殿之间的间隔被移除，内殿的墙壁被沿着中殿切割成一系列的拱门。 在1785年的修复期间，基督教时期的工程被拆除。另一种说法认为，1788年托雷穆扎王子将基督教的祭坛转移到别处，并开始修复这座建筑。

据2007年一篇文章的作者称，它是“除帕台农神庙外，世界上保存最完好的多立克式神庙”。 

## 神庙照片

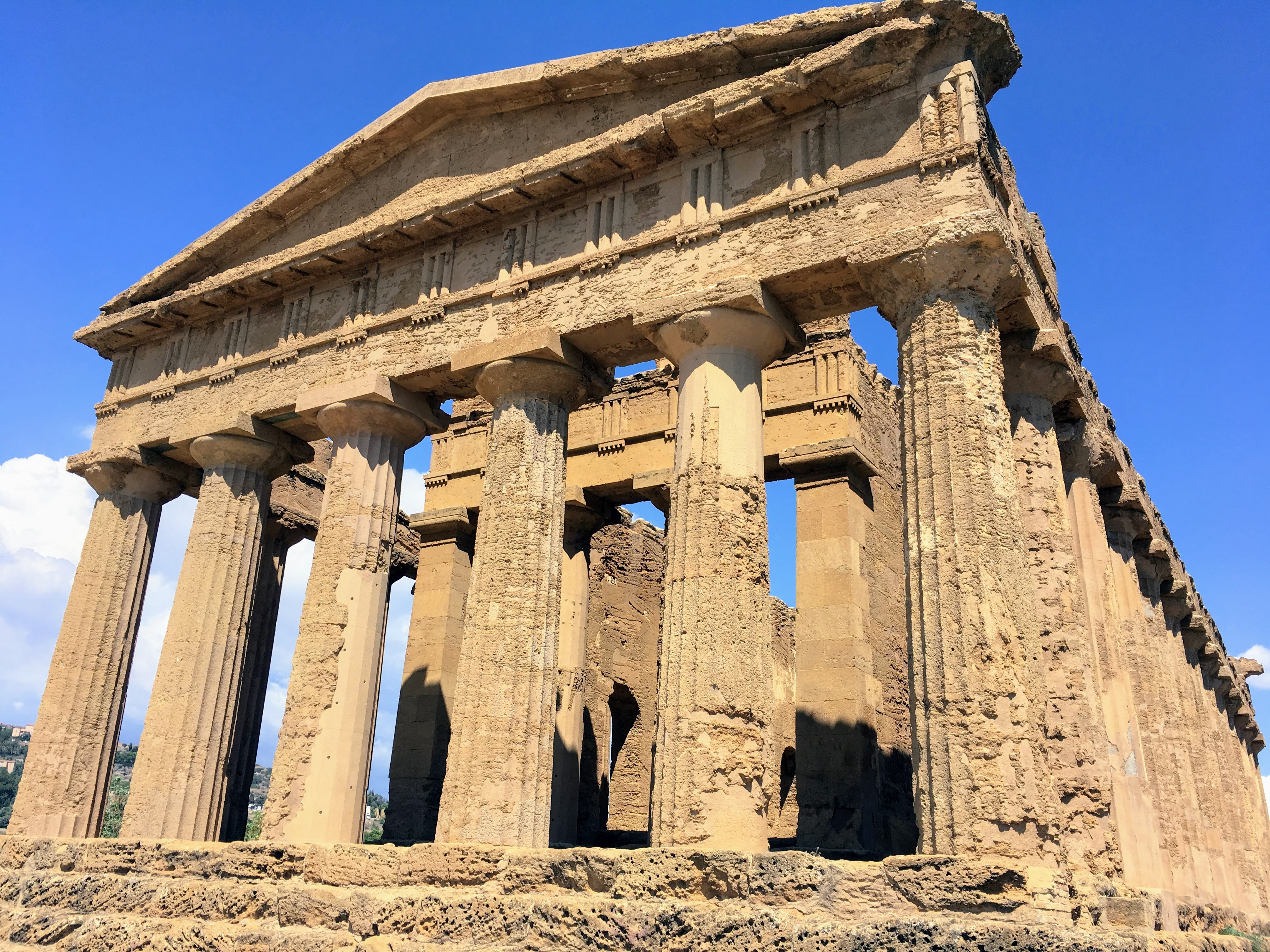
仰视神庙的视角
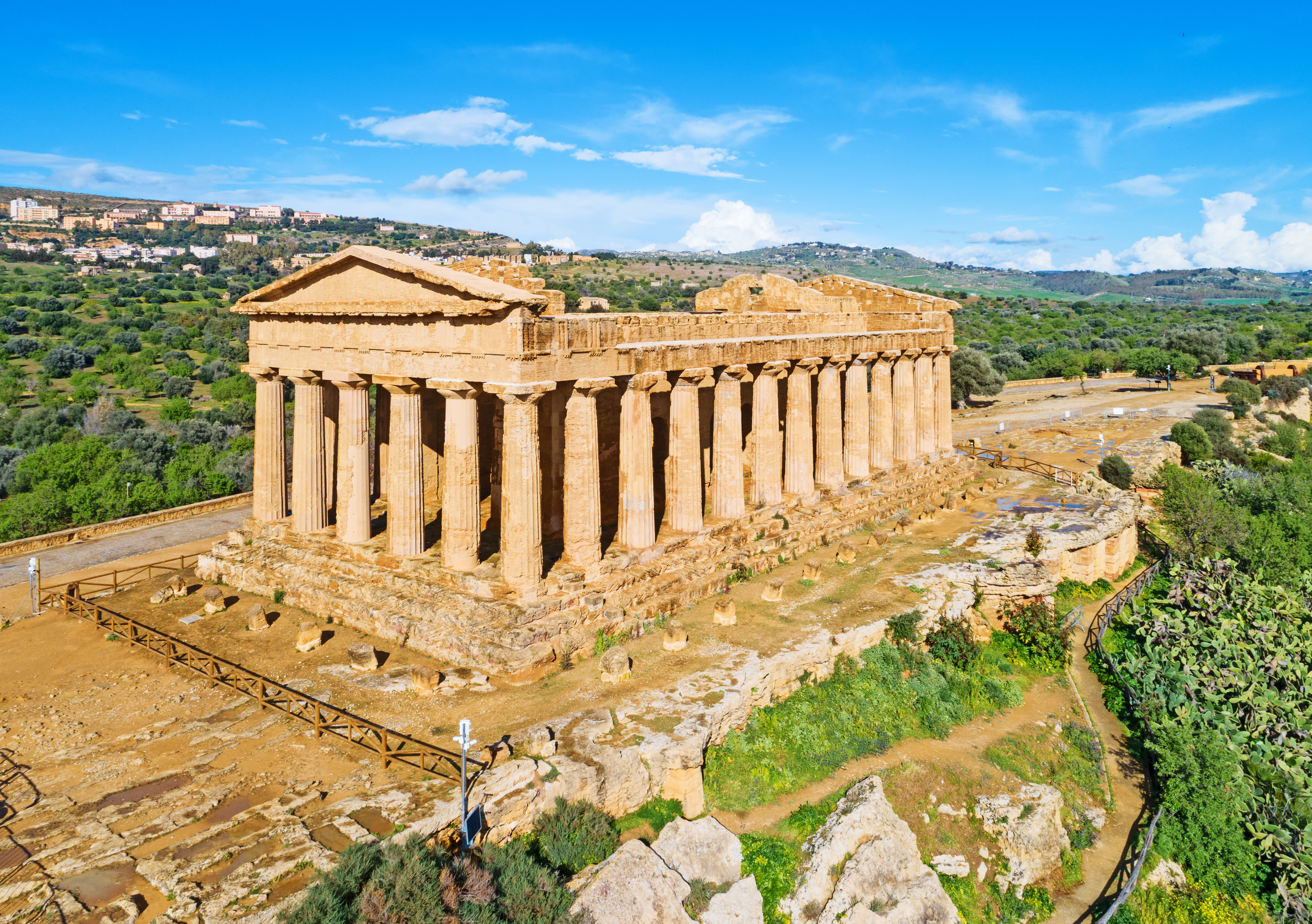
神庙全景
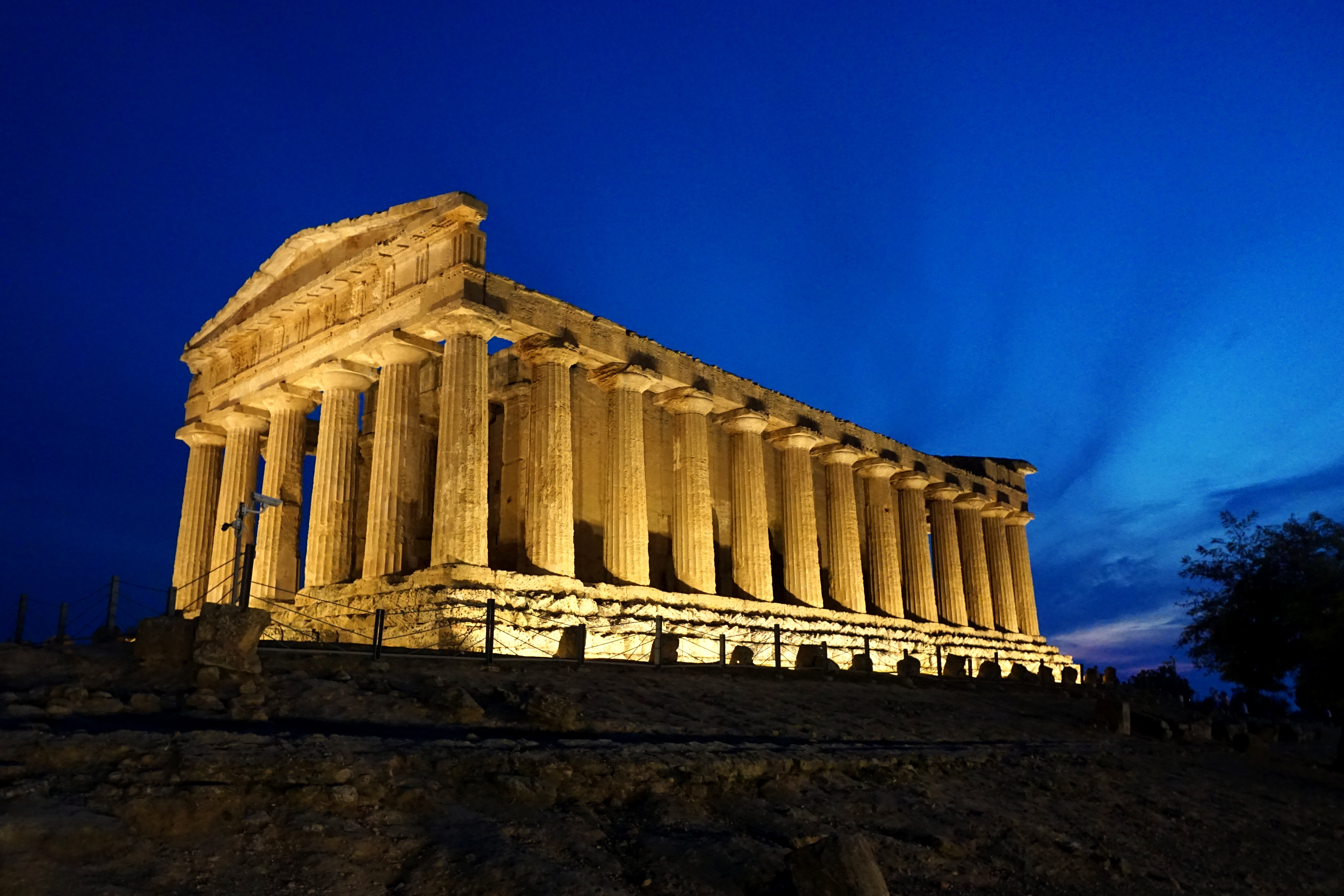
神庙夜景
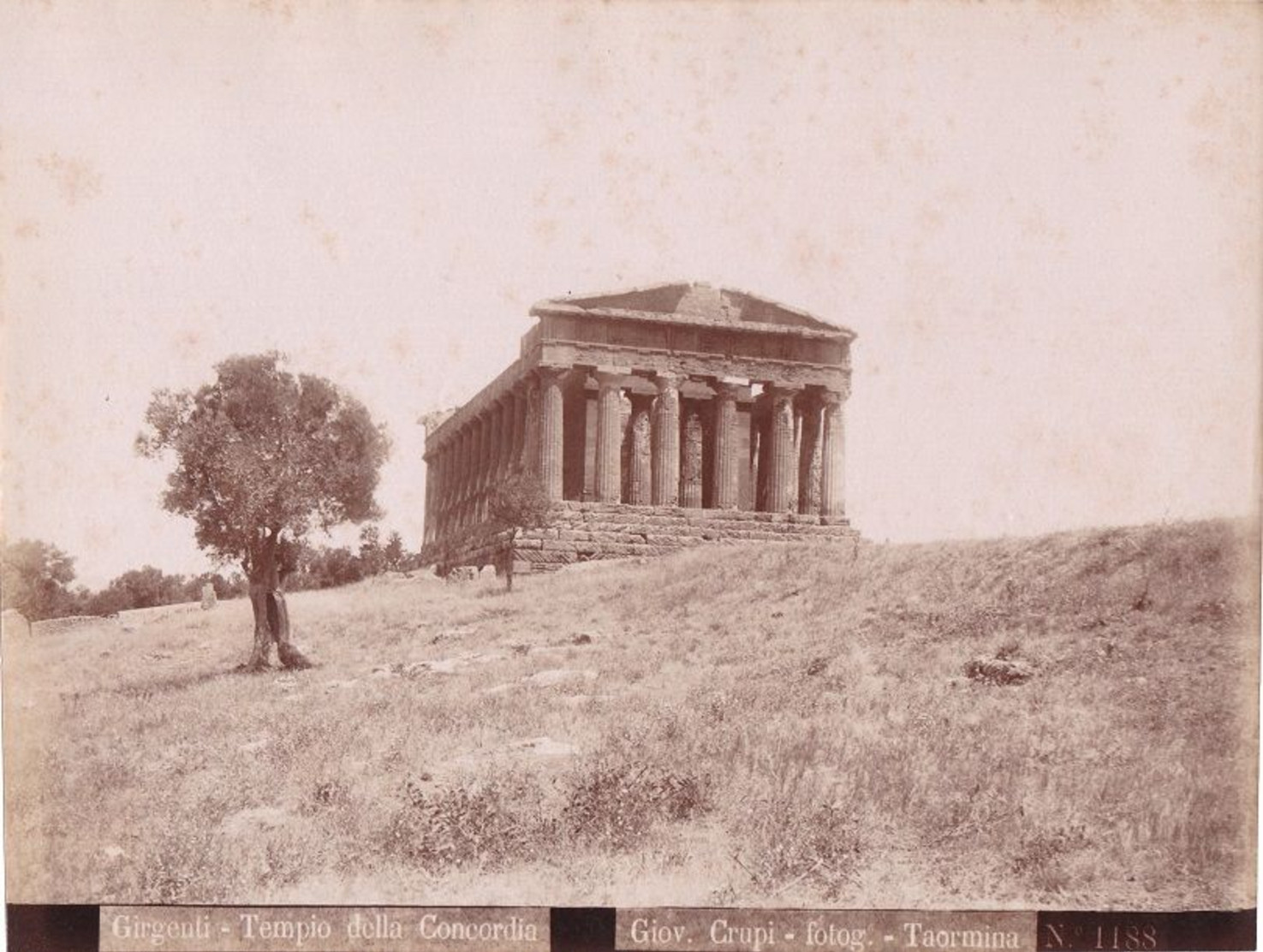
克鲁皮·乔瓦尼拍摄的神庙照片
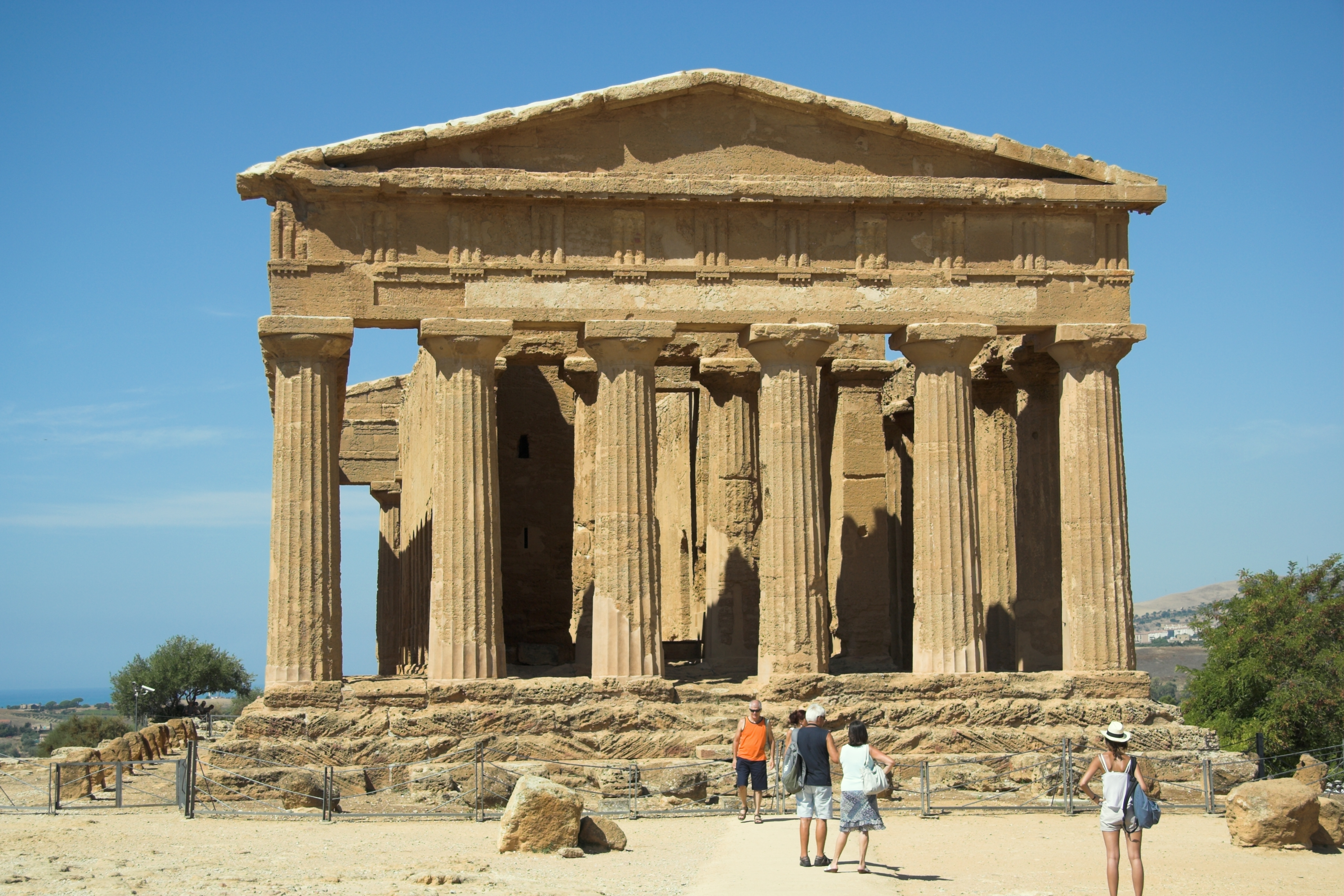
神庙正面
从西西里岛看远处的协和神庙和朱诺神庙
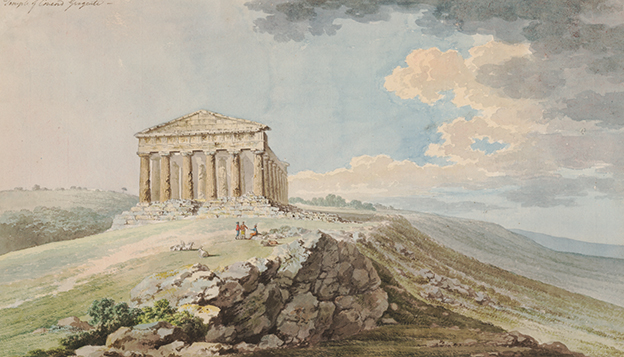
查尔斯·戈尔视角下的协和神庙

## 其他相关神庙
- 古希腊神庙列表